# Hypolycaena kalawara
Hypolycaena kalawara är en fjärilsart som beskrevs av Ribbe 1926. Hypolycaena kalawara ingår i släktet Hypolycaena och familjen juvelvingar. Inga underarter finns listade i Catalogue of Life.